# Fred Jackson
Pour les articles homonymes, voir Jackson.
(en) Statistiques sur pro-football-reference
Frederick George Jackson, dit Fred Jackson, né le 20 février 1981 à Fort Worth, est un joueur américain de football américain ayant évolué au poste de running back.
Il commence sa carrière professionnelle avec les Bandits de Sioux City (2004–2005) et le Rhein Fire (2006). Il intègre les Bills de Buffalo de la National Football League (NFL) en 2006 où il joue pendant neuf saisons et devient troisième au nombre de yards gagnés à la course sur une carrière dans l'histoire de l'équipe. Il joue sa dernière saison professionnelle avec les Seahawks de Seattle en 2015.
Il prend sa retraite le 18 avril 2018 après avoir signé un contrat d'un jour avec les Bills.

## Statistiques
| Année              | Équipe              | MJ                 |       | Courses | Courses | Courses | Courses |       | Passes réceptionnées | Passes réceptionnées | Passes réceptionnées | Passes réceptionnées |  | Fumbles | Fumbles |
| Année              | Équipe              | MJ                 | Nb.   | Yards   | Moy.    | TD      | Nb.     | Yards | Moy.                 | TD                   | Nb.                  | Perdus               |  |         |         |
| 2007               | Bills de Buffalo    | 8                  | 58    | 300     | 5,2     | 0       | 22      | 190   | 8,6                  | 0                    | 0                    | 0                    |  |         |         |
| 2008               | Bills de Buffalo    | 16                 | 130   | 571     | 4,4     | 3       | 37      | 317   | 8,6                  | 0                    | 2                    | 1                    |  |         |         |
| 2009               | Bills de Buffalo    | 16                 | 237   | 1 062   | 4,4     | 2       | 46      | 371   | 8,1                  | 2                    | 3                    | 2                    |  |         |         |
| 2010               | Bills de Buffalo    | 16                 | 222   | 927     | 4,2     | 5       | 31      | 215   | 6,9                  | 2                    | 5                    | 2                    |  |         |         |
| 2011               | Bills de Buffalo    | 10                 | 170   | 934     | 5,5     | 6       | 39      | 442   | 11,3                 | 0                    | 2                    | 2                    |  |         |         |
| 2012               | Bills de Buffalo    | 10                 | 115   | 437     | 3,8     | 3       | 34      | 217   | 6,4                  | 1                    | 5                    | 4                    |  |         |         |
| 2013               | Bills de Buffalo    | 16                 | 207   | 896     | 4,3     | 9       | 47      | 387   | 8,2                  | 1                    | 3                    | 0                    |  |         |         |
| 2014               | Bills de Buffalo    | 14                 | 141   | 525     | 3,7     | 2       | 66      | 501   | 7,6                  | 1                    | 5                    | 0                    |  |         |         |
| 2015               | Seahawks de Seattle | 16                 | 26    | 100     | 3,8     | 0       | 32      | 257   | 8,0                  | 2                    | 1                    | 1                    |  |         |         |
| Totaux en carrière | Totaux en carrière  | Totaux en carrière | 1 305 | 5 746   | 4,4     | 30      | 354     | 2 897 | 8,2                  | 9                    | 26                   | 12                   |  |         |         |